# Кристина Маргарита Гессенская
Принцесса Кристина Маргарета Гессенская (нем. Christina Margarethe Prinzessin von Hessen; 10 января 1933 — 22 ноября 2011) — старшая дочь принца Кристофа Гессенского, племянника последнего императора Германии Вильгельма II, и принцессы Софии Греческой и Датской. Племянница Филиппа, герцога Эдинбургского, с 1956 по 1962 год она была замужем за принцем Андреем Югославским, сыном Александра I Югославского.

## Семья и ранняя жизнь
Принцесса Кристина Гессенская родилась в Германии 10 января 1933 года в замке Фридрихсхоф близ Кронберг—им-Таунус, была старшим ребенком принца Кристофа Гессенского (1901—1943) и принцессы Софии Греческой и Датской (1914—2001), младшая сестра принца Филиппа, герцога Эдинбургского. По рождению она принадлежала к старшей линии Гессенского дома, младшая ветвь которого правила как великие герцоги Гессенские и Рейнские в составе Германской империи до 1918 года.[3] Бабушка Кристины по отцовской линии, принцесса Маргарита Прусская, была дочерью старшей дочери королевы Виктории, Виктории, и сестрой кайзера Вильгельма II.
Принц Кристоф, занимал важные посты в нацистской Германии. Во время Второй мировой войны он был майором луфтвэйффа. 7 октября 1943 года, когда Кристине было десять лет, ее отец погиб в авиакатастрофе в Апеннинских горах близ Форли в Италии. Его вдова вышла замуж за принца Георга Уильяма Ганноверского. в 1946 году.
От двух браков ее матери у Кристины было четверо братьев и сестер и три сводных брата и сестры: принцесса Доротея Гессенская (родилась в 1934 году), принц Карл Гессенский (1937—2022), принц Райнер Гессенский (родился в 1939 году), принцесса Кларисса Гессенская (родилась в 1944 году), принц Вельф Ганноверский (родился в 1947 году)., принц Георг Ганноверский (1949 г. р.) и принцесса Фридерика Ганноверская (1954 г.р.).
Дома в ее детстве включали дворец ее бабушки по отцовской линии Фридрихсхоф в Таунусе, фамильный замок в Панкере в Гольштейне[5] и резиденцию ее родителей в Берлин-Далеме.
Кристина участвовала в коронации своей тети в Вестминстерском аббатстве в 1953 году, идя в процессии, возглавляемой ее бабушкой по материнской линии, принцессой Алисой. Кристина и ее двоюродная сестра принцесса Беатрикс Гогенлоэ-Лангенбургская провели зиму 1955—1956 годов, живя в Лондоне, где Кристина изучала реставрацию картин под руководством Энтони Бланта. Сообщалось, что ближайшим другом принцесс в Англии был принц Андрей Карагеоргиевич Они познакомились с ним за год в Португалии, супругой которого она стала в итоге.

## Первый брак
Принцесса Кристина Гессенская вышла замуж за принца Андрея Югославского, младшего сына Александра I югославского и принцессы Марии Румынской, 2 августа 1956 года в замке Фридрихсхоф.[8] У них было двое детей:
1) Принцесса Мария Татьяна Югославская (родилась 18 июля 1957 года), некоторое время жила в Букингемском дворце до своего брака с Грегори Тун-Ларсеном 30 июня 1990 года, занималась профессиональной фотографией и имеет детей.
2)Принц Югославии Кристофер (4 февраля 1960 — 14 мая 1994) сначала жил со своим отцом и мачехой в Португалии до их развода в 1972 году, после чего вернулся в Англию, чтобы жить со своей матерью и отчимом. Был направлен в Белиз и Северную Ирландию после зачисления в британскую армию, став сержантом королевских инженеров-электриков и механиков до 1988 года, изучал оптическую электронику, получил степень в области лазерной инженерии в Университете Хериот-Уотт и стажировался в колледже Крейги в Эйре, прежде чем преподавать естественные науки в средней школе в Боуморе на острове Айлей в Шотландии под именем «Крис Джордж». Он был случайно убит, когда ехал на велосипеде домой из Порт-Эллена в мае 1994 года, известие о трагедии его крестного отца, герцога Эдинбургского, дошло до бабушки Кристофера, принцессы Софи Ганноверской, которая в то время гостила в Виндзорском замке во время визита из Германии.[9]
Вскоре после свадьбы принцесса Кристина и Андрей купили Холландс, коммерческую ферму в Лэнгтон-Грин в графстве Кент, Англия, которая не оказалась прибыльным предприятием. Переехав в Лондон, принц Андрей поддерживал семью, работая в импортно-экспортном бизнесе, а позже в качестве руководителя банка.
В 1961 году Кристина ушла от мужа, чтобы жить с художником-абстракционистом из Нидерландов Робертом Флорисом фон Эйком. Эндрю инициировал развод и получил опеку над двумя детьми пары, когда 31 мая 1962 года расторжение брака стало окончательным.

## Второй брак
После развода Кристина вышла замуж за Флориса фон Эйка 3 декабря 1962 года в Лондон сефардского происхождения, Флорис ван Эйк был сыном поэта, критика, эссеиста и философа Питера Николааса ван Эйка и братом архитектора Альдо ван Эйка. У пары было двое детей, Хелен София ван Эйк (1963 г.р.) и Марк Николас ван Эйк (1966 г.р.). Ее первый муж принц Эндрю также женился во второй раз на другой двоюродной сестре, принцессе Кире Мелите цу Лейнинген (1930—2006).
Кристина и Флорис расстались в 1985 году и окончательно развелись 3 февраля 1986 года.
Помимо Германии и Англии, принцесса Кристина Гессенская жила в Сен-Поль-де-Вансе (Франция) и в Герзау (Швейцария), где в конце 2011 года и скончалась, не дожив полутора месяца до своих полных 79 лет.